# Albert Dupuis
Pour les articles homonymes, voir Dupuis.
Albert-Laurent-Joseph Dupuis, né le 1er mars 1877 à Verviers et mort le 19 septembre 1967 à Saint-Josse-ten-Noode, est un compositeur et chef d'orchestre belge.

## Biographie
Fils de Guillaume Joseph Dupuis (1839-1890), professeur de musique, et de Marguerite Purée (1847-?), Albert Dupuis a suivi des cours de violon, de piano et de flûte à partir de l’âge de 8 ans au conservatoire de sa ville natale, Verviers, également patrie de Guillaume Lekeu et Henri Vieuxtemps. Orphelin à 15 ans, il travaille comme répétiteur au Grand-Théâtre de Verviers tout en poursuivant ses études, notamment auprès de François Duyzings pour l’harmonie. Élève brillant et précoce, il a 18 ans quand son premier opéra-comique Idylle est créé.
Remarqué par Vincent d’Indy en 1897, il est invité à travailler auprès de lui à la Schola Cantorum à Paris. Un temps répétiteur du chœur de Saint-Eustache, il rentre à Verviers en 1900 pour se marier. En 1903, il remporte le Premier Grand Prix de Rome belge (à ne pas confondre avec le Prix de Rome français) avec sa cantate La Chanson d’Halewyn et le 4 mars a lieu la première de son opéra Jean-Michel au Théâtre de la Monnaie.
Nommé chef d’orchestre du Théâtre de Gand en 1905, il se retire la saison achevée pour se consacrer à la composition. Mais lorsqu’en 1907, le conseil communal de Verviers lui propose le poste de directeur du conservatoire, il l’accepte et l’occupera jusqu’à sa retraite en 1947. De son vivant, ses œuvres rencontrent un certain succès à Bruxelles et dans les grandes villes de Belgique (particulièrement en Flandre) et de France, en particulier son opéra La Passion, représenté plus de 150 fois à la Monnaie et qu’il dirigea lui-même à plusieurs reprises. Il bénéficiait également de l’estime de ses pairs, tel Eugène Ysaÿe, dédicataire de plusieurs de ses œuvres et qui le fit connaître aux États-Unis.
Deux de ses filles, Gislène (violoncelle) et Irène (violon), furent des concertistes éminentes. Une rue est nommée en son honneur dans le village de Stembert.
Il est inhumé au Cimetière de Verviers.

## Caractéristiques de l’œuvre
De par son maître d’Indy, Albert Dupuis est issu de l’école franckiste. Cependant, son style se rapproche beaucoup de celui de Gabriel Fauré, sa musique pouvant ainsi être qualifiée d’impressionniste. Il est essentiellement un compositeur d’opéras (il en a composé une quinzaine), toutes ses œuvres sont imprégnées de cette écriture lyrique.

## Œuvres principales
- une vingtaine de pièces pour piano dont
  - Suite champêtre (éd. Cranz, Bruxelles)
  - Pièces paradoxales, 1923 (éd. Bayard-Nizet, Stavelot)
- deux trios pour violon, violoncelle et piano
- deux quatuors à cordes
- cinq pièces pour violon et piano dont
  - Sonate pour violon et piano en ré mineur, 1922 (éd. Senart, Paris)
- onze pièces pour alto et piano
- quatre pièces pour violoncelle et orchestre dont
  - Concerto pour violoncelle (manuscrit)
  - Légende, 1909
- six pièces pour piano et orchestre dont
  - Concerto pour piano
- neuf pièces pour violon et orchestre dont
  - Concerto pour violon
  - Fantaisie rhapsodique, 1906 (éd. Schott, Bruxelles)
- une trentaine d’œuvres pour orchestre dont
  - deux symphonies
  - quatre poèmes symphoniques
- une trentaine de mélodies dont
  - Recueil de 12 mélodies (éd. Schott, Bruxelles et éd. Katto, Bruxelles)
- cinq cantates dont
  - La Chanson d’Halewyn[2], 1903 (éd. Eschig, Paris)
- cinq oratorios
- huit ballets
- une quinzaine d’œuvres pour voix et orchestre
- une vingtaine d’œuvres pour chœur
- une quinzaine d’opéras dont
  - Jean-Michel, 1900 (éd. Breitkopf et Härtel, Leipzig), créé au Théâtre de la Monnaie de Bruxelles le 4 mars 1903.
  - Martille, créé au Théâtre de la Monnaie de Bruxelles le 3 mars 1905.
  - Fidélaine, 1908-1909 (éd. Breitkopf et Härtel, Leipzig), créé à Liège le 10 mars 1910.
  - Le Château de la Bretèche, 1911-1912  (d’après la nouvelle La Grande Bretèche de Balzac) (éd. Eschig, Paris), créé à l'Opéra de Nice le 28 mars 1913.
  - La Passion, 1912-1914 (éd. Chouden, Paris), créé à l'Opéra de Monte-Carlo le 2 avril 1916, avec Paul de Choudens et Jules Méry.
  - La Barrière, créé au Grand-Théâtre de Verviers le 20 février 1920.
  - La Victoire, créé au Théâtre de la Monnaie de Bruxelles le 28 mars 1923.

## Enregistrements
- Sonate pour violon et piano en ré mineur (1922) (+ œuvres de Vincent D'Indy et de Ermend Bonnal) ; Gaëtane Prouvost (violon), Éliane Reyes (piano), CD EnPhases - ENP007 (2019)

## Fonds Albert Dupuis
Après le décès d'Albert Dupuis, un fonds d’archives est constitué par ses descendants, qui en font plus tard don à la Fondation Roi Baudouin afin d’en assurer la sauvegarde. En décembre 2022, la Fondation Roi Baudouin confie le fonds en dépôt à la Bibliothèque royale de Belgique, où il rejoint les collections de la section de la Musique. 
Le fonds Albert Dupuis comprend principalement des partitions imprimées et manuscrites des œuvres du compositeur, des livrets manuscrits, des coupures de presse, des programmes de concerts, des photos, de la correspondance couvrant l’ensemble de sa carrière (lettres d’Eugène Ysaÿe, de Vincent d’Indy, d’Edgar Tinel ou encore d’Octave Maus), des notes de Dupuis prises au cours de d’Indy à la Schola Cantorum en 1897, mais aussi quelques objets, dont la baguette de chef d’orchestre du compositeur.